# Petrodromus tetradactylus
Petrodromus tetradactylus (можливі назви українською — чотирипалий стрибунець, чотирипалий лісовий стрибунець) (Petrodromus tetradactylus) — ссавець з родини стрибунцевих (Macroscelididae). Вид виділяють у монотиповий рід Petrodromus.

## Поширення та умови існування
Поширений у північно-східній Анголі, південній Уганді, Демократичній Республіці Конго, південно-східній Кенії, Малаві, на сході Республіки Конго, Мозамбіку, на сході Південної Африки, Танзанії, Замбії, південно-східному Зімбабве, можливо в Намібії.
Природне місце існування — субтропічні або тропічні сухі ліси, субтропічні або тропічні вологі низинні ліси, вологі райони гір і вологі райони савани.

## Підвиди
Існує 9 підвидів:
- P. t. tetradactylus Peters, 1846
- P. t. beirae Roberts, 1913
- P. t. rovumae Thomas, 1897
- P. t. schwanni Thomas and Wroughton, 1907
- P. t. sultani Thomas, 1897
- P. t. swynnertoni Thomas, 1918
- P. t. tordayi Thomas, 1910
- P. t. warreni Thomas, 1918
- P. t. zanzibaricus Corbet and Neal, 1965

## Ресурси Інтернету
- FitzGibbon, C., Perrin, M., Stuart, C. (IUCN SSC Afrotheria Specialist Group) & Smit, H. (Stellenbosch University) 2008. Petrodromus tetradactylus [Архівовано 2 грудня 2016 у Wayback Machine.]. The IUCN Red List of Threatened Species. Version 2014.3.

| Панда | Це незавершена стаття з теріології. Ви можете допомогти проєкту, виправивши або дописавши її. |